# Internationale Medienhilfe
De Internationale Medienhilfe (IMH) (Internationaal Mediasteunpunt) werkt over de hele wereld als non-gouvernementele organisatie op het gebied van media en cultuur. Leden en vertegenwoordigingen zijn in meer dan dertig landen werkzaam, waaronder in België en Nederland.